# Велике перезавантаження
«Велике перезавантаження» (The Great Reset) — пропозиція Всесвітнього економічного форуму (ВЕФ) щодо стійкого відновлення економіки після пандемії COVID-19, представлена в травні 2020 року принцом Великої Британії Чарльзом і директором ВЕФ Клаусом Швабом. Пропозиція направлена на поліпшення капіталізму, орієнтацію інвестицій на взаємний прогрес, більшу увагу екологічним ініціативам. Пропозиція викликала неоднозначний відгук, петиція в Канаді проти «Великого перезавантаження» зібрала 80 000 підписів менше ніж за 72 години. Поширена теорія змови, яка стверджує, що «Велике перезавантаження» буде використане для встановлення передбачуваного Нового світового порядку.

## Пропозиція
За даними Всесвітнього економічного форуму (ВЕФ), пандемія COVID-19 дає можливість в процесі економічного відновлення сформувати майбутні пріоритети в економіці і глобальних відносинах . Британський принц Чарльз, який представив план, заявив, що це станеться, тільки якщо люди захочуть цього.
За словами принца Чарльза, відновлення економіки має спрямувати світ на шлях стійкості, а система повинна бути змінена, щоб допомогти цьому. Ціни за викиди вуглецю були згадані як спосіб досягнення стійкості. Він також підкреслив, що необхідно активізувати інновації, науку й технології, щоб домогтися значних проривів, які допоможуть зробити ідеї стійкості прибутковішими. Згідно з ВЕФ, світ повинен адаптуватися до нинішніх реалій і направити ринок до більш справедливих результатів, забезпечити орієнтацію інвестицій на взаємний прогрес, включаючи прискорення екологічно безпечних інвестицій, і почати четверту промислову революцію, створивши цифрову економічну й суспільну інфраструктуру.
Принц Чарльз підкреслив, що приватний сектор буде головною рушійною силою цього плану. За словами Клауса Шваба, потрібна буде не кардинальна зміна економічної системи, а скоріше поліпшення її до рівня, який він називає «відповідальним капіталізмом». Була опублікована книга, написана Швабом та економістом Тьєррі Маллеретом з докладним описом цього плану. Обговорення цього плану буде основною темою саміту ВЕФ 2021 року.

## Реакція
Політичні лідери, такі як прем'єр-міністр Канади Джастін Трюдо і президент США Джо Байден, а також прем'єр-міністр Великої Британії Борис Джонсон, підтримали ідею. Трюдо у вересні 2020 року виголосив промову, яка широко розійшлася по ЗМІ, витриману в дусі «Великого перезавантаження».
Після поширення промови Трюдо канадський депутат від консерваторів П'єр Полієв подав петицію з вимогою «зупинити Велике перезавантаження»; петиція зібрала 80 000 підписів менше ніж за 72 години. Він заявив про спробу Трюдо нав'язати Канаді «соціалістичну ідеологію». Його риторика зазнала критики з боку багатьох коментаторів і редакцій  . Редакція Toronto Star розкритикувала петицію, заявивши, що вона висуває безпідставну теорію змови. Енгус Бріджман, доктор філософії з університету Макгілла, заявив, що час подачі петиції Полієва навряд чи був випадковим. Ахмед Аль-Раві, професор Університету Саймона Фрейзера, заявив, що ця реакція була неправильним тлумаченням атак Пуальєвра на уряд. Приблизно в той самий час лідер консерваторів Ерін О'Тул розкритикував ідею перезавантаження, заявивши, що Трюдо використовував пандемію для проведення масштабного і ризикованого експерименту  .
Наомі Кляйн, яка писала для The Intercept, також розкритикувала ідею, заявивши, що це був просто «Коронавірусний ребрендинг» того, що вже робив ВЕФ, і що це спроба багатих виглядати добре. Кляйн писала, що з 2003 року Шваб пропонував на кожній зустрічі в Давосі певну тему. «Велике перезавантаження — це всього лиш останнє видання цієї традиції, ледь відмінна від ранніх Давоських Великих ідей»  .
Марина Ярошевич із Української призми в своїй статті "“Велике перезавантаження” від Всесвітнього економічного форуму" досить критично віднеслася до самої ідеї, зазначивши, що платформи, подібні до ВЕФ, фактично "прикривають і узаконюють повзучу узурпацію влади і управління жменькою бізнесменів".

## Теорія змови
Ідея «Великого перезавантаження» породила теорію змови, яка стверджує, що «глобальні фінансові еліти» і світові лідери спланували пандемію, навмисно випустивши коронавірус, щоб створити умови, які дозволять реструктурувати уряди світу. Стверджується, що головні цілі «Великого перезавантаження» — глобальний політичний та економічний контроль шляхом установлення марксистського тоталітарного режиму і, як наслідок, Нового світового порядку. Такий режим скасує права власності, направить військових у міста, введе обов'язкову вакцинацію і створить ізолятори для людей, які чинять опір. Приклади, заявлені прихильниками як свідчення змови, включають статтю ВЕФ 2016 року, що описує, яким може бути життя в 2030 році, гасло кампанії Джо Байдена «Будувати краще» і виступ прем'єр-міністра Канади Джастіна Трюдо у вересні 2020 року. Згідно з The Daily Dot, це просто дискурс, який показує, як створити більш справедливий і стійкий світ. За деякими варіантами теорії, президент США Дональд Трамп був єдиним світовим лідером, який виступив проти цієї схеми у відео від серпня 2020 року, яке було переглянуте більше трьох мільйонів разів
Після поширення промови Трюдо у вересні 2020 року,  в якій він говорить про цілі Порядку денного на період до 2030 року і яка стала вірусною, теорія змови поширилася через ультраправих інтернет-діячів і групи, деякі з яких також підтримували теорію змови QAnon, і консервативних політичних коментаторів, включаючи канадців Максима Берньє і Езру Леванта . «Еліти хочуть, щоб ізоляція Covid-19 ознаменувала собою «велике перезавантаження», і це повинно вас налякати», — сказав Такер Карлсон в передачі Fox News 17 листопада. У тому ж місяці Кендіс Оуенс побачила у Великому перезавантаження спробу «здійснити комуністичну політику», в той час як експерт Fox Лаура Інгрем заявила, що це була хитрість з метою «примусити до радикальних соціальних і економічних змін на континентах». Гленн Бек стверджує, що це спроба ввести обмеження, натхнені нацистами. У жовтні поширилася ланцюгова розсилка електронної пошти, в якій стверджувалося, що вона була відправлена членом неіснуючого комітету в Ліберальній партії Канади, і її перехопили групи, пов'язані з QAnon.
BBC News заявила, що теорії змови не вистачає достатніх і надійних доказів . Серед недоліків теорії змови — відсутність у ВЕФ повноважень вказувати країнам, що їм робити. Бі-бі-сі заявляє, що без доказів залишаються твердження прихильників про те, що політики планували пандемію COVID-19, що вони сформували таємну кліку або що вони використовують пандемію COVID-19 для руйнування глобальної ринкової економіки.